# 济南黄河大桥 (青银高速)
青银高速济南黄河大桥，又称“济南黄河三桥”，是中国山东省济南市一座高速公路桥梁，跨越黄河干流，北岸为济阳区崔寨镇史家坞村，南岸为历城区遥墙街道。该桥是中国国家高速公路网主干线青银高速公路（G20）的控制性工程之一，也是济南绕城高速公路（G2001）和京沪高速公路（G2）的重要组成部分。由山东省交通规划设计院设计，山东省高速公路有限公司承建，概算投资为5亿元人民币，于2005年3月开工兴建，2008年12月26日建成，2008年12月28日正式通车。桥梁全长4,473米，宽40.5米，采用双向八车道高速公路标准建设。主桥最大跨度为386米，建成时是当时主跨最长的黄河大桥。
该桥的建成通车，使济南市区与黄河以北地区之间的路程大为缩短，完善了黄河两岸的公路运输网络，有利于黄河以北地区接受济南辐射，加快融入省会城市经济圈。同时，它还促进了济南及黄河以南地区与济阳、商河两县及以东、以北地区的人员往来和经济联系，为济南市“北跨”发展、建设区域中心城市的目标提供了条件。

## 设计
桥位所在处的黄河两岸高差较大，但为了方便载重货车的通行，该桥设计纵向坡度仅有2°，使其成为黄河上最为平坦的一座公路桥。桥位附近河段，堤距0.65～3.0公里，主槽宽度220～950米，滩地宽度150～2,250米，河道比降为0.1‰，河道曲折系数1.1，属于典型的受工程控制的弯曲型河段。

### 跨径布置
大桥全长4,473.04米，分别包括：南侧堤外引桥（9×30+8×30+8×30+6×45+6×45米=1,290米）、南侧跨大堤桥（75+140+75米=290米）、主桥（60+60+160+386米=666米）、北侧河滩引桥（5×46+5×46米=460米）、北侧跨大堤桥（75+140+75米=290米）、北侧堤外引桥（6×45+6×45+7×30+6×30米=930米）。

### 主桥
主桥为单塔双索面斜拉桥，主跨386米，主梁采用封闭式流线型扁平钢箱梁，梁高3.5米，全宽43.6米，标准节段长15米；梁段共46节，总重量为14,373吨。

#### 斜拉索
斜拉索呈空间双索面扇形分布，塔上竖向索距2.3~3.6米，梁上纵桥向索距为15米、11.25米、7.5米。全桥共设斜拉索96根，总重量为1,439吨，其中，最大索重29.2吨，最长索长400.9米。

#### 桥塔
桥塔采用倒“Y”形设计，总高197米，其中桥面以上高170米。塔柱采用空心箱形截面、单箱单室结构、C50混凝土，分为上塔柱、中塔柱、下塔柱和下横梁。上塔柱外形尺寸为8×8.4米，壁厚0.9米；中塔柱横桥向宽5.2米，纵桥向宽由8.4米渐变为10.6米，壁厚0.9米；下塔柱横桥向宽5.2~6.2米，纵桥向宽由10.6米渐变为11米，壁厚1.1~1.3米；下横梁长45.419米，上宽10.007米，下宽10.127米，高6米，腹板、顶板、底板厚度均为0.9米，设置3道横隔板，横隔板厚1米，共计混凝土1,238.7立方米。
桥塔基础采用直径2米的钻孔灌注桩，桩长120米，共48根。每个塔柱下承台平面尺寸为28.2×18.2米，厚5米；两承台之间采用37.4×8米的系梁连接，厚5米。

#### 桥墩
辅助墩及共用墩均采用普通钢筋混凝土矩形薄壁墩，墩高约23米。辅助墩平面尺寸为9.75×3米，共用墩平面尺寸为9.75×1.8米。
桥墩基础为直径2米钻孔灌注桩，承台上下游分离，每承台下设6根桩。承台平面尺寸为13.4×8.3米，厚3.5米。

### 跨大堤桥
两座跨大堤桥为变截面预应力混凝土连续梁桥，采用单箱单室直腹板断面，根部梁高8米，跨中梁高3米。箱梁顶板宽19.55米，底板宽9.75米，顶板厚0.3米，底板厚0.3~1米，腹板厚0.6~0.8米。主梁采用C50混凝土。
共用墩采用矩形柱式墩，平面尺寸为3×3.5米，基础为直径1.8米钻孔灌注桩，每墩6根，承台平面尺寸为12.5×7.75米，厚3米；连续墩采用薄壁墩，平面尺寸为9.75×4米，基础为直径2米钻孔灌注桩，桩长132米，每墩12根，承台平面尺寸为18.5×13.4米，厚4.5米。墩身采用C40混凝土，承台及桩基采用C30混凝土。桥梁采用立交方式跨越大堤，为黄河桥梁史上的首次。

### 主要技术指标
- 公路等级：双向八车道高速公路；
- 设计行车速度：120公里/小时；
- 桥梁标准宽度：40.5米；
- 桥梁全宽：43.6米（含布索区及风嘴）；
- 最小平曲线半径：5,500米；
- 最大纵坡：2%；
- 路基（桥面）横坡：2%；
- 设计汽车荷载：公路-Ⅰ级；
- 荷载等级：汽－超20、挂－120；
- 设计防洪流量：300年一遇11,000立方米/秒；
- 设计最高水位：35.72米；
- 航道等级：Ⅳ级航道；
- 通航净空：净高8米、净宽80米；
- 最高通航流量：9,000立方米/秒；
- 设计风速：桥位10米高处，100年一遇28.6米/秒、10年一遇24米/秒；
- 抗震设防标准：基本地震烈度Ⅵ级。[3][4]

## 建设历程
- 2005年3月，大桥开工建设。[1]
- 2008年7月5日，大桥主桥合龙。[5]
- 2008年12月26日，大桥建成。[1]
- 2008年12月28日，大桥正式通车。[2]